# 小林丑三郎

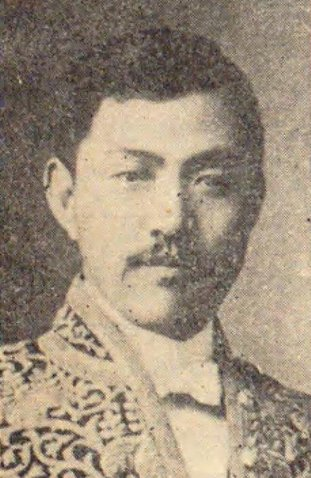
小林丑三郎

小林 丑三郎（こばやし うしさぶろう、慶応2年6月12日（1866年7月23日） - 昭和5年（1930年）1月16日）は、日本の衆議院議員（公友倶楽部→公正会）。経済学者。

## 経歴
上野国邑楽郡小泉村（現在の群馬県邑楽郡大泉町）出身。1894年（明治27年）、東京帝国大学法科大学政治科を卒業。大蔵省に入省した後、1896年（明治29年）に法制局参事官、1898年（明治31年）に法制局書記官に任じられた。1907年（明治40年）に台湾総督府財務局長に転じ、また法学博士の学位を授けられた。
1915年（大正4年）、第12回衆議院議員総選挙に出馬し、当選を果たした。1917年（大正6年）、海外駐箚財務官に任命され中華民国に赴任した。
その後、明治大学政治経済学部初代学部長、専修大学理事兼学監を務めた。
その他に日本製鋼所株式会社取締役、共同生命保険株式会社監査役、日本大学講師、海軍経理学校嘱託教授などを務めた。
1929年（昭和4年）10月から貧血症のため東京帝国大学医学部附属病院内科に入院していたが、1930年（昭和5年）1月16日に死去した。

## 栄典
- 1918年（大正7年）9月29日 - 旭日中綬章[7]
- 1930年（昭和5年）1月16日 - 帝都復興記念章[8]

## 著書
- 『比較財政学』（1905年、同文館）
- 『国家財政史』（1910年、宝文館）
- 『財政整理論』（1912年、経済雑誌社）
- 『日本財政論』（1914年、国民大学会）
- 『新税制批判』（1926年、章華社）
- 『批判経済学』（1927年、日本評論社）
- 『経済思想及学説史』（1927年、日本評論社）
- 『税制整理の根本批判』（1927年、日本評論社）